# ديفيد ميلنيك
ديفيد ميلنيك شاعر أمريكي مثلي طليعي. ولد عام 1938م في إلينوي وترعرع في لوس أنجلوس، كاليفورنيا. التحق بجامعة شيكاغو وجامعة كاليفورنيا، في بيركلي.
نشر الكتاب الأول من ترجمة ميلنيك اللفظية التلفظية لإلياذة هوميروس،بعنوان Men in Aida عام 1983م من قبل مطبعة لين هيجينيان تومبا. يقترح سيناريو الحمام الهزلي المقدم في ترجمة ميلنيك الشهوة الجنسية المثلية الكامنة في النص الأصلي. تم تضمين عمل ميلنيك في مقتطفات رون سليمان لشعر اللغة في الشجرة الأمريكية عام 1986م. كتب كريج دوركين وكينيث جولدسميث عن كتاب ميلنيك Men in Aida فيما يتعلق بالشعرية المنطقية عام 2010م Against Expression: An Anthology of Conceptual Writing. غالبا ما يصنف مع الشعر اللغوي، تمت مقارنة كتاب ميلنيك Men in Aida مع كاتولوس سيليا ولويس زوكوفسكي وتمت مناقشة PCOET إلى جانب شعرية zaum للمستقبلي الروسي فيليمر خليبنيكوف.

## مطبوعات دار النشر
- Eclogs, Itaca House, 1972
- "The ‘Ought’ of Seeing: Zukofsky’s Bottom" in Maps. John Taggart, ed. 1973.[5]
- PCOET, San Francisco: G.A.W.K., 1975
- Men in Aïda, Book One, Berkeley: Tuumba Press, 1983
- A Pin's Fee, 1988
- Men in Aïda, The Hague & Tirana: Uitgeverij. 2015. (ردمك 9789491914041). This edition collects three books of Men in Aïda in a single volume.

## روابط خارجية
- text of Eclogs
- text of Men in Aida, Book One
- text of Men in Aida, Book Two
- text of A Pin's Fee